# Włodzimierz Missiuro
Włodzimierz Jan Missiuro (ur. 10 grudnia 1892 w Witebsku, zm. 11 kwietnia 1967 w Warszawie) – podpułkownik lekarz doktor Wojska Polskiego, specjalista fizjologii, wykładowca akademicki.

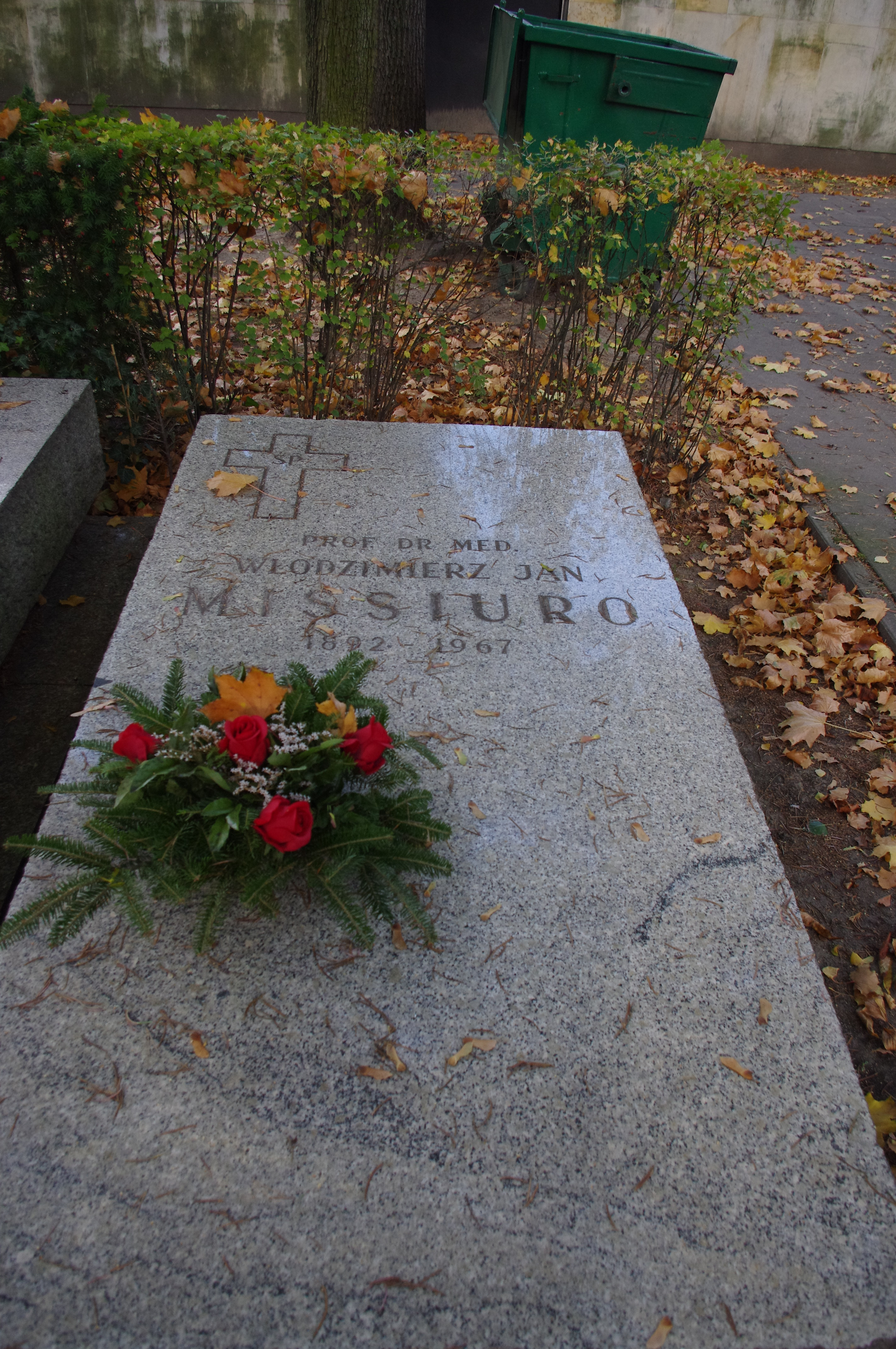
Nagrobek Włodzimierza Missiuro na cmentarzu Wojskowym na Powązkach.

## Życiorys
Urodził się 10 grudnia 1892 w rodzinie Hipolita i Marii z Mieżunów. Uczęszczał do szkoły średniej w Witebsku. W 1915 ukończył studia na wydziale lekarskim Uniwersytetu w Saratowie uzyskując tytuł doktora wszech nauk lekarskich. Specjalizował się w fizjologii. W latach 1915–1917 służył w wojsku rosyjskim, następnie w polskich oddziałach ochotniczych w Chinach i Armii Polskiej we Francji.
Po odzyskaniu przez Polskę niepodległości został przyjęty do Wojska Polskiego. Został awansowany do stopnia majora lekarza ze starszeństwem z dniem 1 czerwca 1919. W 1923, 1924 jako oficer nadetatowy 7 batalionu sanitarnego z Poznania, gdzie pełnił od listopada 1922 funkcję lekarza, a później także wykładowcy w Centralnej Wojskowej Szkole Gimnastyki i Sportów. Jednocześnie pracował jako asystent w Studium Wychowania Fizycznego przy Wydziale Lekarskim Uniwersytetu Poznańskiego. W 1924 przebywał we Francji na studiach w Joinville-le-Pont, a w późniejszym czasie zachorował i odszedł do służby w Instytucie Badań Lotniczych (od maja 1925 został zastąpiony w CWSGIS przez kpt. dr. Alojzego Pawełka. W 1928 został zastępcą kierownika Centrum Badań Lotniczo-Lekarskich. W 1932 służył w Centralnym Instytucie Wychowania Fizycznego w Warszawie. Później awansowany do stopnia podpułkownika lekarza. Od 1933 do 1938 był wykładowcą Pracowni Fizjologicznej Wychowania i Sportu w Zakładzie Fizjologii Człowieka Wydziału Lekarskiego Uniwersytetu Warszawskiego. Od 1931 do 1939 pełnił stanowisko kierownika Zakładu Fizjologii w Akademii Wychowania Fizycznego w Warszawie. W 1937 współorganizował Polskie Towarzystwo Medycyny Sportowej. Był członkiem Stowarzyszenia Mieszkaniowego Spółdzielczego Profesorów Uniwersytetu Warszawskiego.
Po wybuchu II wojny światowej 1939 podczas kampanii wrześniowej wziął udział w ewakuacji WCBLL. Po agresji ZSRR na Polskę z 17 września 1939 dzień później został aresztowany przez Sowietów. Był przetrzymywany w obozie jenieckim w Kozielsku od 1939 do 1940. Następnie przebywał w obozie w Pawliszczew Borze. Od 24 czerwca 1940 do 31 września 1941 był osadzony w obozie jenieckim NKWD w Griazowcu. Na mocy układu Sikorski-Majski z 30 lipca 1941 odzyskał wolność, po czym wstąpił do formowanej Armii Polskiej w ZSRR gen. Władysława Andersa.
Od 1942 do 1946 był profesorem Polskiego Wydziału Lekarskiego na Uniwersytecie w Edynburgu. Po wojnie powrócił do Polski. W 1946 został profesorem Uniwersytetu Łódzkiego. Wkrótce został profesorem AWF w Warszawie, gdzie od 1946 do 1967 ponownie był kierownikiem Zakładu Fizjologii, a także od 1947 do 1950 sprawował stanowisko dziekana uczelni. Od 1950 był także profesorem Akademii Medycznej w Warszawie. W 1951 został członkiem Towarzystwa Naukowego Warszawskiego. Był organizatorem i od 1953 kierownikiem Instytutu Naukowego Kultury Fizycznej. W 1962 został kierownikiem Zakładu Fizjologii Pracy Polskiej Akademii Nauk. Jego asystentami w ZF AWF byli Eligiusz Preisler, Krystyna Nazar. W listopadzie 1961 został wybrany pierwszym prezesem Polskiego Towarzystwa Medycyny Sportowej.
Publikował prace naukowe z zakresu fizjologii sportu, lotnictwa i pracy. Od 1929 był redaktorem kwartalnika naukowego „Przegląd Fizjologii Ruchu” oraz w latach 1929–1931, wspólnie z Gustawem Szulcem, redagował kwartalnik „Przegląd Sportowo-Lekarski” (czasopismo poświęcone fizjologii, patologii i higienie sportu, wychowania fizycznego i pracy). 
Dwukrotnie żonaty. W 1922 ożenił się z Ludmiłą z Grzelichowskich (ur. 1901). Drugą żoną, poślubioną w 1947, była Janina z Etelów (1918–2013).
Zmarł 11 kwietnia 1967 w Warszawie, pochowany na cmentarzu Wojskowym na Powązkach (kwatera C2-4-1).

## Publikacje
- Laboratorium fizjologiczne na usługach wychowania fizycznego i sportu[25]
- „Przegląd Sportowo-Lekarski” (wydania z lat 1929–1931)
- Psychotechnika w lotnictwie (1928, współautor: Bohdan Zawadzki)
- Studium przemiany oddechowej podczas intensywnej pracy (1930, współautor: Gustaw Szulc)
- Wpływ anoksemii wytwarzanej przy oddychaniu w systemie zamkniętym na przemianę oddechowa i krążenie u człowieka (1932)
- Fizjologia pracy. Podstawy teoretyczne (1936)
- Laboratoria Akademii Wychowania Fizycznego ośrodkiem badania pracy i wydajności ludzkiej (1948)
- Znaczenie twórczości Pałowa dla wiedzy o czynności mózgu. W 100-letnią rocznicę urodzin I. P. Pawłowa (1949)
- Zarys fizjologii pracy (1965)
- Who's who in physical culture. List of institutions, research centres, schools, persons and periodicals in sports and physical education (1967, współautor: Zygmunt Majewski)
- Znużenie. O fizjologicznych podstawach racjonalizacji pracy (1947)

## Ordery i odznaczenia
- Złoty Krzyż Zasługi (10 listopada 1938)[26]
- Krzyż Walecznych[2]
- Medal Niepodległości (20 lipca 1932)[27]
- Medal Pamiątkowy za Wojnę 1918–1921[2]
- Medal Dziesięciolecia Odzyskanej Niepodległości[2]
- Medal 10-lecia Polski Ludowej (13 stycznia 1955)[28]